# James Stewart (Leichtathlet)
James Stewart (James Daniel Stewart; * 6. Dezember 1906 in Barstow, Texas; † 20. Januar 1991 in Sweetwater, Texas) war ein US-amerikanischer Zehnkämpfer und Hochspringer.
Als US-Vizemeister im Zehnkampf qualifizierte er sich 1928 für die Olympischen Spiele in Amsterdam, bei denen er Vierter wurde.
Für die University of Southern California wurde er 1930 NCAA-Meister im Hochsprung.

## Persönliche Bestleistungen
- Hochsprung: 1,988 m, 17. Mai 1930, Palo Alto
- Zehnkampf: 7953,610 Punkte, 18. Juni 1932, Los Angeles